# Laguna Seca de San Isidro
Laguna Seca de San Isidro är en ort i Mexiko.   Den ligger i kommunen Santa Cruz de Juventino Rosas och delstaten Guanajuato, i den centrala delen av landet, 240 km nordväst om huvudstaden Mexico City. Laguna Seca de San Isidro ligger 2 048 meter över havet och antalet invånare är 206.
Terrängen runt Laguna Seca de San Isidro är kuperad åt nordväst, men åt sydost är den platt. Laguna Seca de San Isidro ligger uppe på en höjd. Runt Laguna Seca de San Isidro är det ganska tätbefolkat, med 160 invånare per kvadratkilometer. Närmaste större samhälle är Salamanca, 19,4 km sydväst om Laguna Seca de San Isidro. Trakten runt Laguna Seca de San Isidro består till största delen av jordbruksmark.